# Hokej na lodzie na Zimowych Igrzyskach Azjatyckich 1996
Hokej na lodzie na Zimowych Igrzyskach Azjatyckich 1996 rozegrany został w chińskim mieście Harbin. Zawody odbywały się zarówno w gronie mężczyzn, jak i kobiet.
Hokej na lodzie w programie tych zawodów pojawił się trzeci raz, po raz pierwszy natomiast zorganizowano turniej kobiet.
Uczestniczące w zawodach zespoły rywalizowały systemem kołowym, a najlepsi okazali się Kazachowie i Chinki.

## Podsumowanie

### Klasyfikacja medalowa
| Klasyfikacja medalowa | Klasyfikacja medalowa | Klasyfikacja medalowa | Klasyfikacja medalowa | Klasyfikacja medalowa | Klasyfikacja medalowa |
| Miejsce               | Reprezentacja         | Złoto                 | Srebro                | Brąz                  | Razem                 |
| --------------------- | --------------------- | --------------------- | --------------------- | --------------------- | --------------------- |
| 1                     | Chiny                 | 1                     | 0                     | 1                     | 2                     |
| 1                     | Kazachstan            | 1                     | 0                     | 1                     | 2                     |
| 3                     | Japonia               | 0                     | 2                     | 0                     | 2                     |
| Razem                 | Razem                 | 2                     | 2                     | 2                     | 6                     |

### Medaliści
| Konkurencja | 1. miejsce | 2. miejsce | 3. miejsce |
| ----------- | ---------- | ---------- | ---------- |
| Mężczyźni   | Kazachstan | Japonia    | Chiny      |
| Kobiety     | Chiny      | Japonia    | Kazachstan |

## Mężczyźni
|  | Kazachstan | 4 - 1 | Japonia | Harbin |

|  |  |  |  |  |

|  | Chiny | 6 - 2 | Korea Południowa | Harbin |

|  |  |  |  |  |

|  | Japonia | 6 - 1 | Korea Południowa | Harbin |

|  |  |  |  |  |

|  | Chiny | 0 - 20 | Kazachstan | Harbin |

|  |  |  |  |  |

|  | Korea Południowa | 1 - 9 | Kazachstan | Harbin |

|  |  |  |  |  |

|  | Chiny | 1 - 7 | Japonia | Harbin |

|  |  |  |  |  |

## Kobiety
|  | Chiny | 9 - 3 | Japonia | Harbin |

|  |  |  |  |  |

|  | Chiny | 13 - 0 | Kazachstan | Harbin |

|  |  |  |  |  |

|  | Japonia | 6 - 2 | Kazachstan | Harbin |

|  |  |  |  |  |